# Nikola Lazetić
Nikola Lazetić (cyr.: Никола Лазетић, ur. 9 lutego 1978 w Mitrowicy) – serbski piłkarz występujący na pozycji pomocnika. Reprezentant Jugosławii.

## Kariera klubowa
Lazetić karierę rozpoczynał w sezonie 1995/1996 w pierwszoligowej Crvenej zvezdzie. W sezonie 1995/1996 wywalczył z nią wicemistrzostwo Jugosławii oraz Puchar Jugosławii. W trakcie sezonu 1996/1997 odszedł do innego pierwszoligowca, Budućnostu Valjevo. Po jego zakończeniu przeniósł się jednak do Vojvodiny, a w 1998 roku został graczem Obilicia. W sezonie 1998/1999 wywalczył z nim wicemistrzostwo Jugosławii.
W 2000 roku Lazetić przeszedł do tureckiego Fenerbahçe SK. W sezonie 2000/2001 wywalczył z nim mistrzostwo Turcji, a w sezonie 2001/2002 wicemistrzostwo Turcji. W 2002 roku został zawodnikiem włoskiego Como. Po przyjściu do klubu, został jednak wypożyczony do Chievo. W Serie A zadebiutował 29 września 2002 w przegranym 1:2 meczu z Interem Mediolan. Na początku 2003 roku Lazetić przeszedł na wypożyczenie do innego zespołu Serie A, S.S. Lazio. Tam grał do końca sezonu 2002/2003.
W połowie 2003 roku podpisał kontrakt z Genoą, grającą w Serie B. Sezon 2003/2004 spędził jednak na wypożyczeniu w drużynie Serie A, Sienie. 28 września 2003 w zremisowanym 1:1 spotkaniu z Parmą strzelił pierwszego gola w Serie A. W połowie 2004 roku Lazetić wrócił do Genoi, z którą w sezonie 2004/2005 zajął ostatnie, 22. miejsce w Serie B i spadł do Serie C1. Wówczas jednak odszedł z klubu.
Został pozyskany przez pierwszoligowe Livorno. Na początku 2006 roku przeszedł jednak do drugoligowego Torino FC. W sezonie 2005/2006 awansował z nim do Serie A. Graczem Torino był do końca sezonu 2007/2008.
Potem odszedł do Crvenej zvezdy. W sezonie 2009/2010 wywalczył z nią wicemistrzostwo Serbii oraz Puchar Serbii. Sezon 2010/2011 spędził w Vojvodinie, po czym zakończył karierę.

## Kariera reprezentacyjna
W reprezentacji Jugosławii Lazetić zadebiutował 23 września 1998 w zremisowanym 1:1 towarzyskim meczu z Brazylią. W latach 1998–2002 w drużynie Jugosławii rozegrał 19 spotkań. Następnie, od 2002 do 2003, pięć razy wystąpił w reprezentacji Serbii i Czarnogóry.